# Camberwell College of Arts
La Camberwell College of Arts (anteriorment coneguda com a Camberwell School of Arts and Crafts, en català Universitat d'Ar de Camberwell o Universitat Camberwell d'Arts i Oficis) és una universitat constitutiva de la University of the Arts London, i és àmpliament considerada com una de les institucions d'art i disseny més important del món. Es troba a Camberwell a South London, Anglaterra, amb dues ubicacions a Peckham Road i Wilson Road. Disposa de programes d'educació per extensió i d'educació terciària, incloent postgraus i doctorats. La Universitat ha mantingut graus individuals en Belles Arts, oferint l'especialitat del Bachelor of Arts en pintura, escultura, fotografia i dibuix. La Universitat també ofereix cursos de grau i postgrau en temes de Conservació i restauració i belles arts així com disseny gràfic, il·lustració i disseny 3D. S'està fent especialment coneguda per estar esdevenint un referent en l'educació de la il·lustració contemporània.

## Alumnes notables
| - Gillian Ayres R.A. (1989 Turner Prize nominee) - Franko B (artist) - Jeff Banks (graphic designer and presenter of the BBC's The Clothes Show) - Roger 'Syd' Barrett (musician, Pink Floyd) - Seth Cardew (potter) - Gillian Carnegie (2005 Turner Prize nominee) - Marc Camille Chaimowicz (artist) - Alan Charlton (artist) - Lady Sarah Chatto (artist) - Sue Clowes, fashion designer - Darren Coffield (artist) - Nicholas Cornwell (Sculptor) - Des'ree (singer) - Georgina von Etzdorf (textile designer) - Anthony Eyton R.A. (artist) - Valerian Bernard Freyberg, 3rd Baron Freyberg (British Peer) - Sir Terry Frost R.A. (artist) - Barry Fantoni (artist, writer, jazz musician, performer) - Nicky Gavron (politician) - Catherine Goodman (artist, BP Portrait Award-winner) - Maggi Hambling O.B.E. (Artist) - Howard Hodgkin (1985 Turner Prize winner) - Eileen Hogan (artist) - John H Howard (artist) - Dave Elsey (Oscar winning Makeup Effects artist) - Joan Hutt (artist) - Andrzej Jackowski (1991 John Moores Painting Prize winning artist) - Chantal Joffe (Charles Wollaston award-winning artist) - Andy Dog Johnson (artist and illustrator) - Tendai Zowa (footwear designer) - David Jones (artist and poet) - Zebedee Jones (artist) - R. B. Kitaj (artist) - John Keane (artist) - Peter Kindersley (publisher) - George Klibadze (sound artist) - Tom Hammick (Jerwood Drawing Prize winner) | - Dimitri Launder (artist) - Natasha Law (artist) - Mike Leigh (film director) - Cedar Lewisohn (curator) - Laurence Llewelyn-Bowen (interior designer and TV presenter) - Rachael Lowe (artist) - Humphrey Lyttelton (jazz musician) - Mark McGowan (artist) - Raphael Maklouf (sculptor) - Margaret Mee (artist) - Theodore Mendez (artist) - Keith Milow (artist) - Cathy de Monchaux (1998 Turner Prize nominee) - Junko Mori (artist) - Malcolm Morley (1984 Turner Prize winner) - Gregor Muir (Director I.C.A., London) - Ella Naper (artist) - Frank Newbould (poster artist) - Lance Austin Olsen (artist) - Daf Palfrey (film producer) - Andrew Penketh (artist) - Tom Phillips R.A. CBE (artist) - Rose Pipette (musician of the band The Pipettes) - Lesley Rankine (musician in the band Silverfish, founder musician in the band Ruby, artist) - Matthew Ritchie (artist) - Tim Roth (Oscar-nominated actor) - John Shaw (stone carver) - Gilbert Spencer R.A. (artist) - Matthew Stone (artist) - Jeff Stultiens (artist) - Angus Suttie (potter) - Alan Thornhill (sculptor) - Euan Uglow (artist) - Keith Vaughan (artist) - Florence Welch (did not graduate; lead singer in the band Florence and the Machine) - Alexander Williams (animator) - Denis Williams (artist) - Gary Wragg (artist) - Joe Wright (BAFTA award-winning director) |